# Boreus reductus
Boreus reductus is een schorpioenvlieg uit de familie van de sneeuwvlooien (Boreidae). De wetenschappelijke naam van de soort is voor het eerst geldig gepubliceerd door Carpenter in 1933.
De soort komt voor in Idaho, Montana, Nevada en Washington (Verenigde Staten) en Brits-Columbia (Canada).